# Del City
Del City és una ciutat dels Estats Units a l'estat d'Oklahoma. Segons el cens del 2000 tenia 22.128 habitants.

## Demografia
Segons el cens del 2000, Del City tenia 22.128 habitants, 9.045 habitatges, i 6.186 famílies. La densitat de població era de 1.133,1 habitants per km².
Dels 9.045 habitatges en un 31,7% hi vivien nens de menys de 18 anys, en un 46,6% hi vivien parelles casades, en un 16,9% dones solteres, i en un 31,6% no eren unitats familiars. En el 27,2% dels habitatges hi vivien persones soles el 9,8% de les quals corresponia a persones de 65 anys o més que vivien soles. El nombre mitjà de persones vivint en cada habitatge era de 2,44 i el nombre mitjà de persones que vivien en cada família era de 2,96.
Per edats la població es repartia de la següent manera: un 26,3% tenia menys de 18 anys, un 10,3% entre 18 i 24, un 27,5% entre 25 i 44, un 21,3% de 45 a 60 i un 14,6% 65 anys o més.
L'edat mediana era de 35 anys. Per cada 100 dones de 18 o més anys hi havia 86,3 homes.
La renda mediana per habitatge era de 32.218 $ i la renda mediana per família de 36.515 $. Els homes tenien una renda mediana de 28.806 $ mentre que les dones 21.997 $. La renda per capita de la població era de 15.717 $. Entorn del 10,5% de les famílies i el 13,3% de la població estaven per davall del llindar de pobresa.

## Poblacions més properes
El següent diagrama mostra les poblacions més properes.